# Fábio Aurélio Rodrigues
Fábio Aurélio Rodrigues (São Carlos, São Paulo, 24 de setembre de 1979) conegut simplement com a Fábio Aurélio, és un futbolista professional brasiler amb passaport italià. Juga com a lateral o interior esquerre al Liverpool FC. Va ser internacional sub-23 amb la selecció brasilera.

## Trajectòria
Fábio Aurélio es va formar a les categorías inferiores del São Paulo FC, debutant al primer equip el 1997. Va romandre a l'equip brasiler fins al 2000 quan va ser traspassat al València CF, després de disputar els Jocs Olímpics d'Estiu de 2000.
Al club valencianista va viure una de les millors etapes de l'entitat guanyant dues Lligues, un subcampionat de la Lliga de Campions i una Copa de la UEFA. Després de cinc temporades al València, en finalitzar contracte va fitxar pel Liverpool FC de la FA Premier League on es retrobaria amb el seu antic entrenador al club valencià, Rafael Benítez. Amb el club anglès va tornar a aconseguir el subcampionat de la Lliga de Campions el 2007.

## Palmarès
São Paulo Futebol Clube
- Campió
  - Campionat Paulista: 1998, 2000
- Subcampió
  - Copa do Brasil: 2000
  - Supercopa Sudamericana:1997

València Club de Futbol
- Campió
  - Primera divisió: 2001–02, 2003–04
  - Copa de la UEFA: 2004
  - Supercopa de la UEFA: 2004
- Subcampió
  - Lliga de Campions: 2001

Liverpool Football Club
- Campió
  - Community Shield: 2006
- Subcampió
  - Lliga de Campions: 2007
  - FA Premier League: 2008-09

## Estadístiques
| Club         | Temporada | Campionat brasiler | Campionat brasiler | Copa do Brasil | Copa do Brasil | Campeonato Paulista | Campeonato Paulista | CONMEBOL              | CONMEBOL              | Total   | Total |
| Club         | Temporada | Partits            | Gols               | Partits        | Gols           | Partits             | Gols                | Partits               | Gols                  | Partits | Gols  |
| ------------ | --------- | ------------------ | ------------------ | -------------- | -------------- | ------------------- | ------------------- | --------------------- | --------------------- | ------- | ----- |
| São Paulo FC | 1997      | 15                 | 1                  | 2              | 0              |                     |                     | 2                     | 0                     | 19      | 1     |
| São Paulo FC | 1998      | 11                 | 1                  | -              | -              |                     |                     | 2                     | 0                     | 13      | 1     |
| São Paulo FC | 1999      | 23                 | 1                  | -              | -              |                     |                     | 5                     | 0                     | 28      | 1     |
| São Paulo FC | 2000      | 5                  | 0                  | 12             | 1              |                     |                     | 2                     | 0                     | 19      | 1     |
| São Paulo FC | Total     | 54                 | 3                  | 14             | 1              |                     |                     | 11                    | 0                     | 79      | 4     |
| Club         | Temporada | Primera divisió    | Primera divisió    | Copa del Rei   | Copa del Rei   | Supercopa d'Espanya | Supercopa d'Espanya | Competicions europees | Competicions europees | Total   | Total |
| Club         | Temporada | Partits            | Gols               | Partits        | Gols           | Partits             | Gols                | Partits               | Gols                  | Partits | Gols  |
| València CF  | 2000-01   | 7                  | 0                  |                |                |                     |                     | 2                     | 0                     | 9       | 0     |
| València CF  | 2001-02   | 15                 | 1                  |                |                |                     |                     | 4                     | 0                     | 19      | 1     |
| València CF  | 2002-03   | 27                 | 8                  |                |                |                     |                     | 8                     | 2                     | 35      | 10    |
| València CF  | 2003-04   | 2                  | 0                  |                |                |                     |                     | 2                     | 0                     | 4       | 0     |
| València CF  | 2004-05   | 21                 | 0                  |                |                |                     |                     | 1                     | 0                     | 22      | 0     |
| València CF  | 2005-06   | 24                 | 2                  |                |                |                     |                     |                       |                       | 24      | 2     |
| València CF  | Total     | 96                 | 11                 |                |                |                     |                     | 17                    | 2                     | 113     | 13    |
|              |           | FA Premier League  | FA Premier League  | FA Cup         | FA Cup         | League Cup          | League Cup          | Competicions europees | Competicions europees | Total   | Total |
| Liverpool FC | 2006-07   | 17                 | 0                  | 1              | 0              | 1                   | 0                   | 5                     | 0                     | 24      | 0     |
| Liverpool FC | 2007-08   | 16                 | 1                  | 1              | 0              | 3                   | 0                   | 9                     | 0                     | 29      | 1     |
| Liverpool FC | 2008-09   | 24                 | 2                  | 1              | 0              |                     | 0                   | 8                     | 1                     | 33      | 3     |
| Liverpool FC | 2009-10   | 12                 | 0                  |                |                |                     |                     |                       |                       | 15      | 0     |
| Liverpool FC | Total     | 59                 | 3                  | 3              | 0              | 4                   | 0                   | 20                    | 1                     | 82      | 4     |
|              | Total     | 204                | 17                 | 17             | 1              | 4                   | 0                   | 48                    | 3                     | 274     | 21    |